# Fernando López Chueca
Fernando López Chueca (María de Huerva, 14 d'agost de 1920 - Saragossa, 16 de juny de 2010) fou un futbolista espanyol de les dècades de 1930 i 1940.

## Trajectòria
Desenvolupà la seva carrera futbolística a Catalunya, Balears i Galicia. Durant la Guerra Civil va defensar els colors del FC Barcelona, amb el qual guanyà la lliga catalana de la temporada 1937-38. Finalitzada la contesa defensà els colors d'entitats com el CE Constància d'Inca (Mallorca), CE Manresa, Gimnàstic de Tarragona, UE Valls, FC Martinenc i Racing Club de Ferrol (en la temporada 1950/51, en Segona Divisió).